# 人民大道站
人民大道站是建设中的杭州地铁3号线二期的一座车站，位于中华人民共和国浙江省杭州市临平区南苑街道人民广场，与沈塘河平行呈南北向布置。

## 车站结构
人民大道站为地下二层岛式车站。

## 历史
- 2024年11月，车站地下连续墙工程完工，成为地铁3号线二期工程首个实现基坑封闭的车站[1]。